# Seznam ukrajinskih smučarskih tekačev
Seznam ukrajinskih tekačev na smučeh.

## A
- Marina Ancibor

## B
- Miroslav Bilosjuk

## G
- Katerina Grigorenko

## K
- Valentina Kaminska

## L
- Roman Lejbuk

## N
- Lada Nesterenko

## O
- Viktorija Oleh

## P
- Ruslan Perehoda

## T
- Irina Terelija Taranenko

## Š
- Valentina Ševčenko
- Vitalij Štun

## Z
- Tatjana Zavalij